# Sheryl Crow

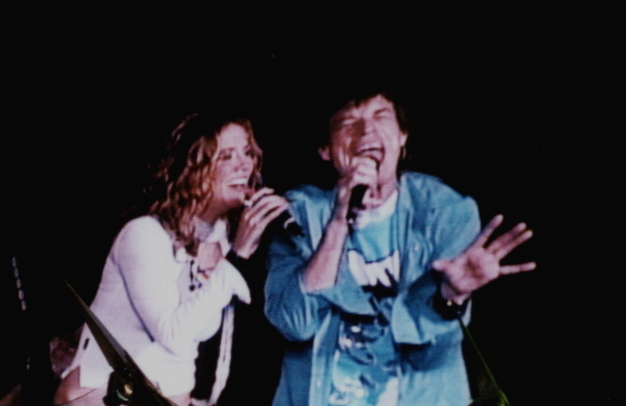
Crow i Mick Jagger na scenie podczas koncertu Rolling Stones w 2002 roku.

Sheryl Suzanne Crow (ur. 11 lutego 1962 w Kennett, stan Missouri, USA) – amerykańska piosenkarka, autorka tekstów i aktorka śpiewająca muzykę z pogranicza rocka, country i pop.

## Życiorys
Jej rodzice byli amatorskimi muzykami jazzowymi. Sheryl od dzieciństwa uczyła się grać na pianinie. W wieku 13 lat wstąpiła do szkolnego chóru. Później rozpoczęła studia na wydziale muzykologii stanowego Uniwersytetu Missouri.
Tuż po skończeniu studiów wyjechała do Los Angeles, gdzie początkowo śpiewała w niewielkich kameralnych klubach i pubach. Potem była członkiem chórku Michaela Jacksona na jego trasach koncertowych. Współpracowała też jako chórzystka z takimi gwiazdami jak Wynnona Judd, Céline Dion, Sinéad O’Connor, Stevie Wonder, Eric Clapton i Don Henley. Ten ostatni nakłonił ją do rozpoczęcia solowej kariery.
Pierwszy solowy album który nagrała, nigdy nie ukazał się na rynku gdyż uznano go "za mało komercyjnym". Po tej porażce Sheryl zaczęła grywać w klubie, w Los Angeles, we wtorkowy wieczór i w taki sposób narodziła się jej pierwsza oficjalna płyta Tuesday Night Music Club. Album ten okazał się komercyjnym sukcesem, potwierdzonym przez przyznanie Sheryl trzech prestiżowych nagród Grammy, w tym jednej dla "Najlepszego debiutanta roku".
Drugi album piosenkarki był zatytułowany Sheryl Crow. Album został nagrany w ciągu trzech miesięcy i nie był najlepszej jakości w dużym stopniu za sprawą popadnięcia Sheryl w alkoholizm. Mimo to kilka piosenek z tego albumu „Everyday Is a Winding Road”, „If It Makes You Happy” i „A Change” stało się bardzo popularnych.
Trzecia płyta Sheryl nosiła tytuł The Globe Sessions. Z albumu tego największą popularność uzyskały dwie piosenki: „My Favourite Mistake” i „There Goes the Neighborhood”, dzięki którym artystce przyznano kolejną nagrodę Grammy.
Po tym sukcesie, Sheryl zaczęła intensywnie koncertować. Jeden z koncertów z tego okresu, który miał miejsce w nowojorskim Central Parku, został uwieczniony na płycie zatytułowanej Sheryl Crow and Friends: Live from Central Park. Oprócz samej Crow, na płycie znaleźli się też: zespół Dixie Chicks, Stevie Nicks, Eric Clapton, Sarah McLachlan, Chrissie Hynde oraz Keith Richards.
W kolejnym albumie Sheryl Crow zatytułowanym C'mon, C'mon, artystka zmieniła nieco swój styl. Jak sama napisała: Na tej płycie jest więcej dźwięków pianina. Wcześniej nigdy nie pisałam piosenek z pianinem, gdyż chciałam aby miały bardziej ostre rockowe brzmienie, w tym albumie jest jednak więcej łagodniejszych piosenek połączonych z dźwiękami pianina. W przygotowaniu tej płyty, oprócz samej Sheryl Crow, uczestniczyli Stevie Nicks, Lenny Kravitz, Don Henley, Natalie Maines z zespołu Dixie Chicks, a także Gwyneth Paltrow. Ten, bardzo ważny w karierze artystki, album dotarł do drugiego miejsca „Billboard Album Chart”, a w ciągu pierwszego weekendu od premiery rozszedł się w nakładzie 155 tysięcy egzemplarzy. Album ten został ponownie nagrodzony statuetką Grammy, za najlepsze żeńskie wykonanie piosenki rockowej pod tytułem „Steve McQueen”. Sheryl Crow była też nominowana w tym samym roku w kategorii „Najlepsze kobiece wykonanie pop”, „Najlepsze wykonanie country” i „Najlepszy album rockowy”.
Pod koniec 2003 r. artystka wydała składankę z nowymi wersjami swoich największych przebojów zatytułowaną The Very Best of. Na płycie tej usłyszeć można piosenki: „All I Wanna Do”, „Soak Up the Sun”, „C’mon, C’mon” (gościnnie z zespołem The Corrs) oraz „Picture” zaśpiewana w duecie z Kid Rockiem.
Oprócz tego Sheryl stworzyła kilka piosenek do filmów: If You Ever Did Believe, Totalna magia z Nicole Kidman i Sandrą Bullock, Jutro nie umiera nigdy do kolejnej części przygód Jamesa Bonda. Jej dziełem jest też „Sweet Child O’Mine”, adaptacja utworu wylansowanego wcześniej przez zespół Guns N’ Roses, za którą Sheryl odebrała kolejną ze swych dziewięciu nagród Grammy.
W 2010 roku wystąpiła gościnnie w serialu komediowym Hannah Montana (odc.91 „It’s The End of the Jake as We Know It”), gdzie wraz z Miley Cyrus grającą tam główną rolę Miley Stewart zaśpiewały piosenkę „Need A Little Love”.
W 2023 wprowadzona do Rock and Roll Hall of Fame.

## Choroba nowotworowa
W lutym 2006 roku artystka poinformowała, że poddała się operacji usunięcia raka piersi. W związku z tym zawiesiła swoje tournée.
W 2012 roku ujawniła, że zmaga się z nowotworem mózgu – oponiakiem.

## Życie prywatne
W 2003 roku w czasie gali charytatywnej, z której dochód przeznaczono na walkę z chorobami nowotworowymi, poznała amerykańskiego kolarza Lance'a Armstronga. Zaręczyli się w 2005 roku, a na wiosnę 2006 roku planowali ślub, który ostatecznie został odwołany.
Ma dwóch adoptowanych synów.

## Dyskografia
- Tuesday Night Music Club (1994)
- Sheryl Crow (1996)
- The Globe Session (1998)
- Sheryl Crow and Friends: Live from Central Park (1999)
- C'mon, c'mon (2002)
- The Very Best of (2003)
- Wildflower (2005)
- Detours (2008)
- 100 Miles From Memphis (2010)
- Feels Like Home (2013)
- Be Myself (2017)
- Threads (2019)[6]
- Evolution (2024)[7]

## Najważniejsze przeboje
- „All I Wanna Do”
- „Picture” (duet z Kid Rockiem)
- „Strong Enough”
- „Everyday Is a Winding Road”
- „Leaving Las Vegas”
- „My Favorite Mistake”
- „Soak Up the Sun”
- „If It Makes You Happy”
- „The First Cut Is the Deepest”
- „A Change Would Do You Good”
- „Home”
- „Steve McQueen”
- „Anything But Down”
- „Good Is Good”
- „Safe and Sound”
- „Always on Your Side”
- „Tomorrow Never Dies”